# Тиквеш (Биље)
Тиквеш (мађ. Tökös) је насељено место у општини Биље, Осјечко-барањска жупанија, Хрватска.

## Историја
До територијалне реорганизације у Хрватској био је у саставу старе општине Бели Манастир.

## Становништво
У попису становништва из 2011. године, Тиквеш је имао 10 становника.
| Број становника према пописима | Број становника према пописима | Број становника према пописима | Број становника према пописима | Број становника према пописима | Број становника према пописима | Број становника према пописима | Број становника према пописима | Број становника према пописима | Број становника према пописима | Број становника према пописима | Број становника према пописима | Број становника према пописима | Број становника према пописима | Број становника према пописима | Број становника према пописима |
| ------------------------------ | ------------------------------ | ------------------------------ | ------------------------------ | ------------------------------ | ------------------------------ | ------------------------------ | ------------------------------ | ------------------------------ | ------------------------------ | ------------------------------ | ------------------------------ | ------------------------------ | ------------------------------ | ------------------------------ | ------------------------------ |
| 1857                           | 1869                           | 1880                           | 1890                           | 1900                           | 1910                           | 1921                           | 1931                           | 1948                           | 1953                           | 1961                           | 1971                           | 1981                           | 1991                           | 2001                           | 2011                           |
| 0                              | 0                              | 0                              | 0                              | 0                              | 19                             | 0                              | 0                              | 153                            | 111                            | 153                            | 167                            | 94                             | 73                             | 29                             | 10                             |

Напомена: Од 1910. до 1981. исказује је као део насеља, а од 1991. као самостално насеље настало издвајањем из насеља Луг. Године 1921. и 1931. подаци су садржани у насељу Луг.

### Попис1991.
У попису становништва из 1991. године, Тиквеш је имало 73 становника, следећег националног састава:
| Попис 1991.‍ | Попис 1991.‍ | Попис 1991.‍ | Попис 1991.‍ | Попис 1991.‍ |
| ----------- | ----------- | ----------- | ----------- | ----------- |
|             |             |             |             |             |
| Срби        | Срби        |             | 31          | 42,46%      |
| Хрвати      | Хрвати      |             | 26          | 35,61%      |
| Немци       | Немци       |             | 6           | 8,21%       |
| Словенци    | Словенци    |             | 5           | 6,84%       |
| Мађари      | Мађари      |             | 4           | 5,47%       |
| Црногорци   | Црногорци   |             | 1           | 1,36%       |
| укупно: 73  |             |             |             |             |

## Галерија
- вила у оквиру дворског комплекса
- капела унутар дворског комплекса